# Moydrum Castle

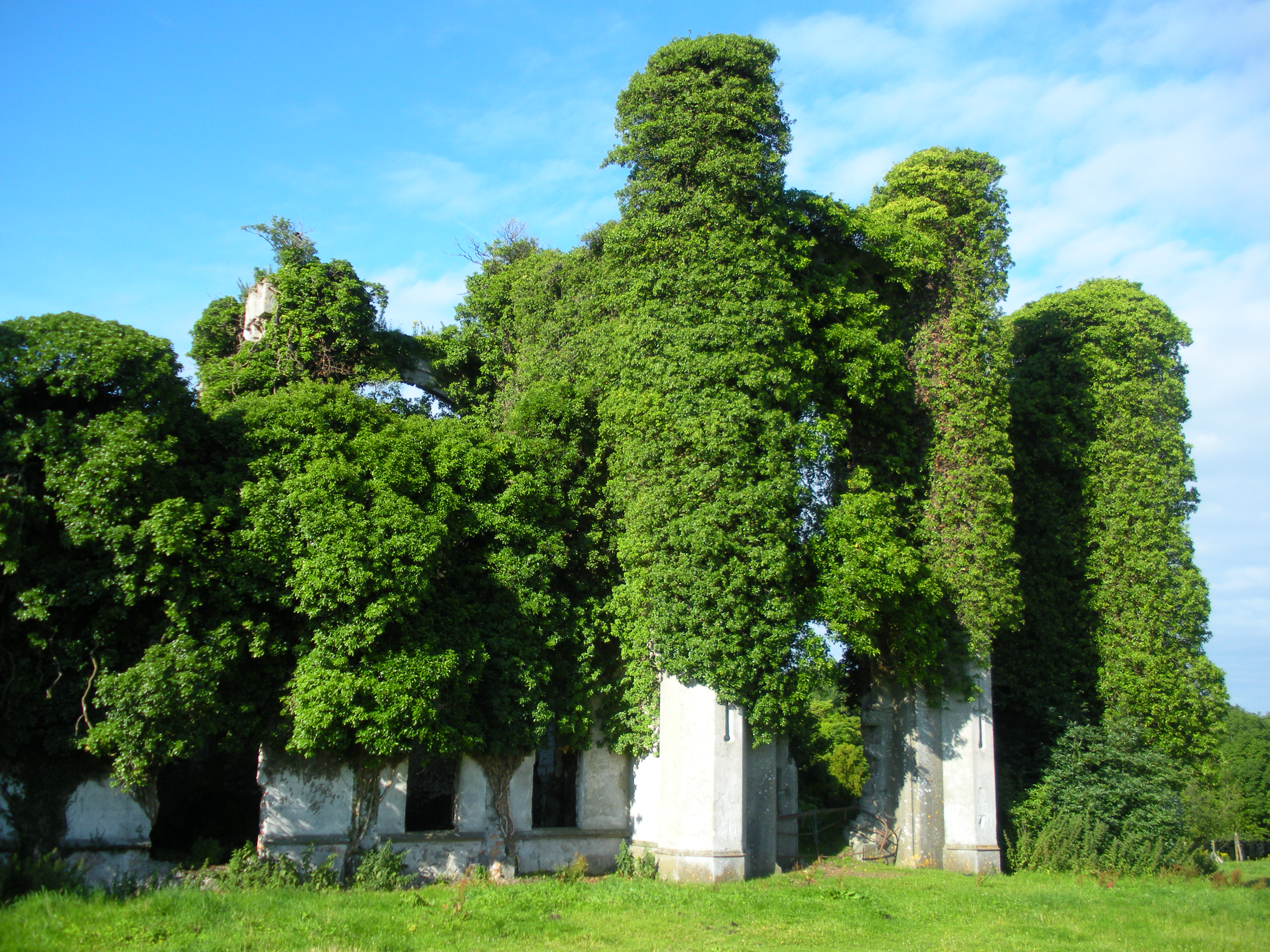
Ruine von Modrum Castle 2010

Moydrum Castle (irisch Caisleán Mhaigh Droma) ist die Ruine eines Schlosses in der Nähe von Athlone im County Westmeath, Irland.

## Geschichte
Moydrum Castle wurde 1814 von William Handcock, 1. Baron Castlemaine, errichtet. Während des Irischen Unabhängigkeitskrieges wurde es 1921 durch einen Brand zerstört.

## U2-Cover
Anton Corbijn fotografierte Moydrum Castle 1984 für das Cover des vierten Studioalbums der irischen Rockband U2 The Unforgettable Fire. Aufgrund großer Ähnlichkeit zu einem Bild von Simon Marsden musste die Band eine Entschädigung zahlen.